# Декс Маккарті
Майкл Декс Маккарті (англ. Dax McCarty; нар. 30 квітня 1987, Вінтер-Парк, Флорида, США) — футболіст США, півзахисник національної збірної США та клубу «Чикаго Файр».

## Клубна кар'єра
У дорослому футболі дебютував 2006 року виступами за команду клубу «Даллас», в якій провів п'ять сезонів, взявши участь у 97 матчах чемпіонату. Більшість часу, проведеного у складі «Далласа», був основним гравцем команди.
Протягом 2011 року захищав кольори команди клубу «Ді Сі Юнайтед».
Своєю грою за останню команду привернув увагу представників тренерського штабу клубу «Нью-Йорк Ред Буллз», до складу якого приєднався 2011 року. Відіграв за команду з Нью-Йорка наступні шість сезонів своєї ігрової кар'єри. Граючи у складі «Нью-Йорк Ред Буллз» також здебільшого виходив на поле в основному складі команди.
До складу клубу «Чикаго Файр» приєднався 2017 року.

## Виступи за збірні
Протягом 2007—2008 років залучався до складу молодіжної збірної США. На молодіжному рівні зіграв у 11 офіційних матчах.
2009 року дебютував в офіційних матчах у складі національної збірної США. Станом на 18 липня 2017 року провів у формі головної команди країни 10 матчів.
У складі збірної був учасником розіграшу Золотого кубка КОНКАКАФ 2017 року у США.

## Досягнення
- Володар Золотого кубка КОНКАКАФ: 2017